# SierraTel
SierraTel, auch Sierratel, ist das staatliche Telekommunikationsunternehmen von Sierra Leone mit Sitz in der Hauptstadt Freetown. 
Das Unternehmen bietet seit 2009 digitale Telefondienste und Mobilfunk nach dem CDMA-Standard an. Zuvor hatte sich die Regierung zur Ausgliederung der Unternehmensführung an das internationale Managementunternehmen Management and Development International Company entschieden, um das seit Jahren defizitäre Unternehmen zu retten. Seitdem wurden mehr als 46 Millionen US-Dollar investiert.
SierraTel unterliegt, wie auch private Telekommunikationsunternehmen in Sierra Leone, der Regulierung durch die National Telecommunications Commission.